# Dante (film)
Dante är en kommande animerad familjefilm med planerad biopremiär till hösten 2026. Filmen är regisserad av Linda Hambäck, som även skrivit manus tillsammans med Jessika Jankert. Den är baserad på Frida Nilssons barnbok Jag, Dante och miljonerna från 2008.'
Den 18 maj 2025 uppmärksammades filmen på filmfestivalen i Cannes där den var en av fem animeringsprojekt som blivit utvalda till Annecy Animation Showcase.

## Rollista

### Svenska originalröster
- Stellan Skarsgård – Dante
- David Dencik – Helge
- Vanna Rosenberg
- Eric Stern
- Kalle Westerdahl
- Tova Magnusson
- Melinda Kinnaman
- Erik Lundin
- Noemi Sjöblom – Ella[1]

## Produktion
Filmen är producerad av LEE Film, i samproduktion med Film i Väst, Nørlum och Mikrofilm, och med produktionsstöd av bland andra Svenska Filminstitutet. Animeringen produceras på Dockhus Animation i Trollhättan, på Nørlumi Viborg i Danmark och hos Mikrofilm i Oslo.